# 레나테 홍

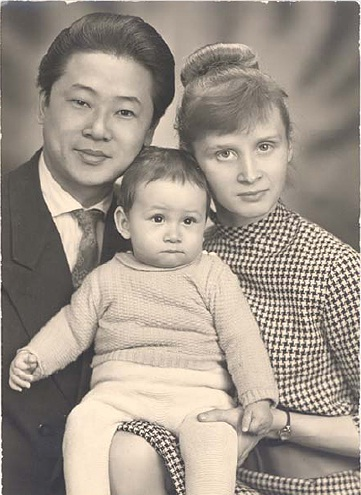
레나테 홍 부부와 아들 페터 (1961년)

레나테 홍(Renate Hong, 1937년 7월 27일 ~ )은 조선민주주의인민공화국 국적의 남편을 둔 독일인이다. 북한이 자국민과 외국인의 이산가족 상봉을 허용한 첫 외국인이다.

## 생애

### 결혼과 이별
1955년 9월 독일 튀링겐 주 예나 시의 프리드리히 실러 대학에서 북한 유학생 홍옥근 (1934-2012)을 만났다. 홍옥근은 평안북도 출신으로 북한 당국이 전후 재건 사업에 필요한 기술자를 육성하기 위해 1952년부터 1961년까지 선발한 유학생 중 한명이었다. 1960년 2월 홍옥근과 튀링겐 주 바이마르 시에서 혼인 신고를 하였다. 그들은 북한 대사관의 허가증을 받지 못 했지만 담당 공무원은 북한이 동독의 사회주의 동맹국이고 혼인에 문제가 없는 것으로 판단하였다. 1960년 6월 장남 페터 현철 홍을 출산한다.
1961년 4월 남편 홍옥근은 동베를린의 조선민주주의인민공화국 대사관으로부터 이틀 내로 고국으로 귀환하라는 명령을 받았다. 당시 임신 중이던 레나테는 2주일 넘게 걸리는 시베리아 횡단열차, 북한의 출산 환경을 고려하여 남편을 따라 북한으로 가는 계획을 포기하였다. 1961년 8월 차남 우베 홍을 출산한다. 북한의 남편과 1963년까지 정기적으로 편지를 주고 받았지만 그 이후로는 연락이 두절되었다.

### 재회
2006년 8월 한국의 <오마이뉴스>
2006년 11월 한국의 <중앙일보>와 독일의 <쥐트도이체 차이퉁(Süddeutsche Zeitung, SZ)>, <프랑크푸르터 알게마이네 차이퉁(Frankfurter Allgemeine Zeitung, FAZ)>에 레나테 홍의 사연이 소개되었다. 2007년 2월 반기문 유엔 사무총장이 독일을 방문하였을 때 레나테 홍과 관련된 질문에 "레나테 홍의 사연은 알고 있습니다. 불행하게도 한반도 분단으로 인해 아직까지 많은 사람이 이산의 고통에 시달리고 있습니다. 레나테 홍의 경우도 그런 이산가족 문제의 하나인데, 국제 사회의 도움을 통해 해결돼야 할 것 입니다. 유엔 사무총장으로서 유엔 본부로 돌아가면 보좌관들과 이 문제를 논의할 것입니다. 그리고 이산가족의 상봉 노력을 위해 최선을 다할 것입니다."라고 답하였다. 2007년 5월 레나테 홍과 김대중 전 대통령이 만나고 레나테 가족 상봉 문제가 언론의 주목을 다시 받았다. 2007년 7월 44년 만에 북한의 남편으로부터 편지를 받는다.
2008년 6월 조선적십자회가 레나테 홍과 두 아들 페터, 우베 홍을 평양으로 초청하였다. 2008년 7월 25일 47년 만에 남편 홍옥근과 재회한다.
2012년 9월 북한 당국의 허가로 재상봉하기로 하였지만 남편 홍옥근이 9월 4일 뇌출혈로 사망했다는 통보를 받는다. 2012년 9월 26일 장남 페터 홍과 북한을 방문하여 함흥에 소재한 남편의 묘소에 참배하였다.

## 미디어 속에 조명된 모습
2007년 종합교양채널 Q채널에서 <레나테 홍 할머니의 망부가 - 다시 봅시다>, <레나테 홍 할머니의 희망일기 - 꼭 만나고 싶습니다>를 제작, 방영하였다. <레나테 홍 할머니의 망부가 - 다시 봅시다>는 방송위원회로부터 '이 달의 좋은 프로그램'으로 뽑혔고, '2007 아시안 TV어워즈' 장편 다큐멘터리 부문에서 2위로 뽑혔다.
2007년 8월 22일 KBS 9시 뉴스에 레나테 홍의 사연이 소개되었다. 2007년 8월 23일 레나테 홍의 기자회견을 한국보도진과 AP, AFP, 로이터, 블룸버그, 교도 통신사 등의 통신사가 취재하였다. ZDF는 독일에서 전화 연결을 하여 레나테 홍의 인터뷰를 생방송으로 전했다.